# Vodable
Vodable település Franciaországban, Puy-de-Dôme megyében. Lakosainak száma 188 fő (2022. január 1.). Vodable Solignat, Antoingt, Chassagne, Dauzat-sur-Vodable, Mareugheol, Ternant-les-Eaux és Tourzel-Ronzières községekkel határos.

## Népesség
A település népessége az elmúlt években az alábbi módon változott:
| Lakosok száma | 202  | 199  | 200  | 196  | 196  | 196  | 193  | 190  | 188  |
|               | 2013 | 2015 | 2016 | 2017 | 2018 | 2019 | 2020 | 2021 | 2022 |